# 苗木駅
苗木駅（なえぎえき）は、かつて岐阜県中津川市に存在した北恵那鉄道北恵那鉄道線の駅（廃駅）。旧・苗木町の中心駅であった。
貨物取り扱い駅であった。北恵那鉄道の貨物の主力の木材ではなく、苗木地区で産出される花崗岩（苗木花崗岩）を取り扱っていた。

## 歴史
- 1924年（大正13年）8月5日：北恵那鉄道線開通に際し開業。
- 1971年（昭和46年）9月：無人化。
- 1978年（昭和53年）9月18日：北恵那鉄道線とともに廃止。

## 駅施設
木造駅舎が設置され、2面2線の相対式ホームで交換設備を有していた。下り線ホームは貨物用ホームとの兼用だったため、上り線ホームの倍以上の長さがあったという。

## 現在の状況
ホーム跡が長らく残っていたが、区画整理のため2007年に撤去され、住宅地となっている。

## 隣の駅
北恵那鉄道
北恵那鉄道線
山之田川駅 - 苗木駅 - 上苗木駅